# Heinrich Husanus
Heinrich Husanus (auch: Henricus Husanus, Heinrich Haussen; * 6. Dezember 1536 in Eisenach; † 9. Dezember 1587 in Lüneburg) war ein deutscher neulateinischer Lyriker, Jurist und Diplomat.

## Leben

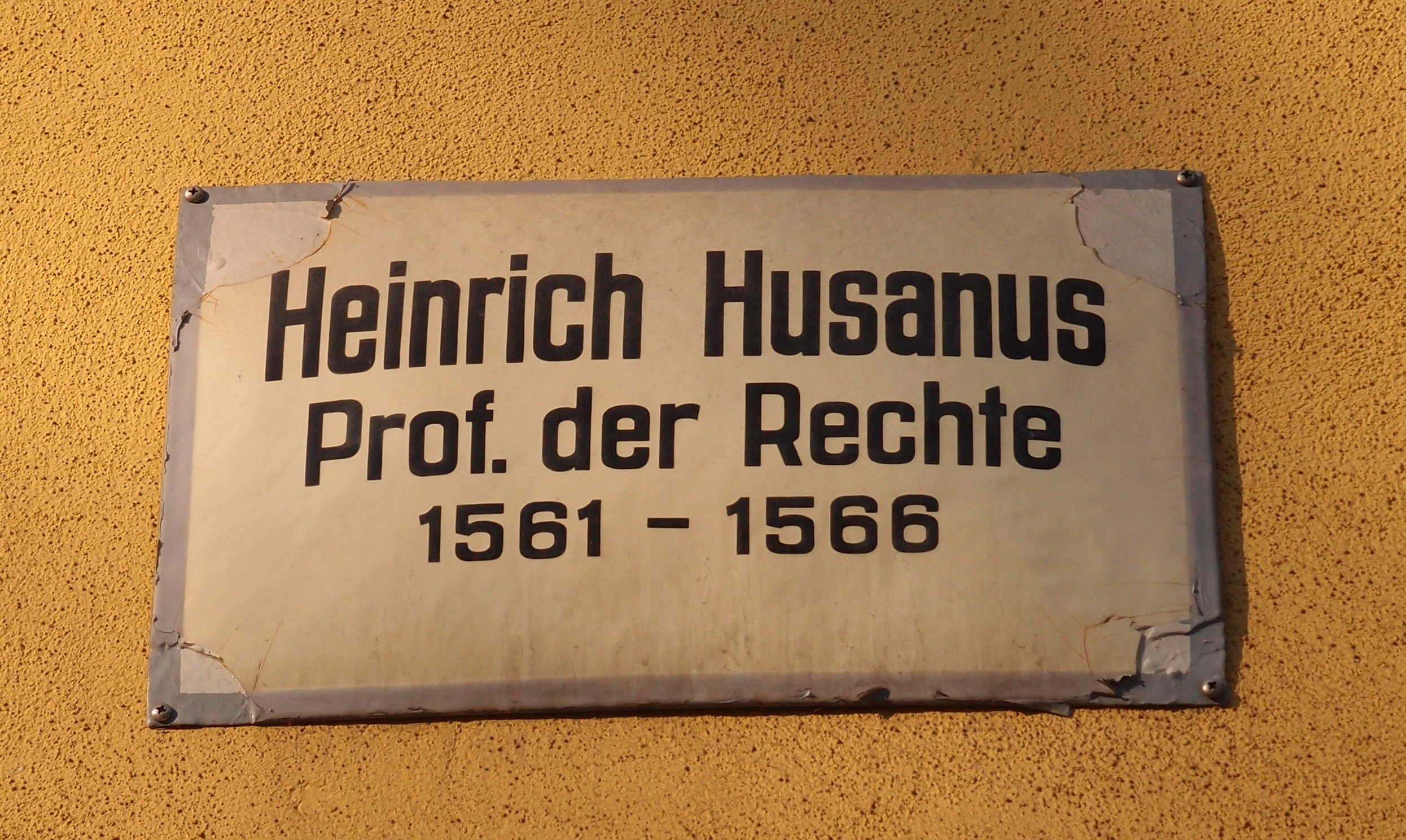
Gedenktafel für Heinrich Husanus in Jena

Heinrich Husanus wurde 1536 als Sohn des Handwerkers und späteren Bürgermeisters Johannes Haussen († 5. April 1563) in Eisenach geboren. Er begann eine Lehre im Kontor der Hanse in Bergen (Norwegen). Aufgrund der dort erfahrenen üblen Behandlung kehrte er in seine Heimat zurück, begann 1551 ein Studium an der Universität Jena und wechselte am 31. Mai 1553 an die Universität Wittenberg. In der Gesellschaft von Philipp Melanchthon, Johannes Stigel und Friedrich Widebram fand er die Anregung zu eigenen poetischen Versuchen. Seine Lyrik orientierte sich an Themen der Bibel, wobei er eigene Erfahrungen mit Kritik an den Zeitereignissen kombinierte.
Nachdem er 1556 die Universität Ingolstadt besucht hatte, begab er sich 1557 an die Universität Bourges zu Franciscus Duarenus und 1559 an die Universität Padua, um ein Studium der Rechtswissenschaften zu verfolgen. Nachdem er einige Zeit am Reichskammergericht in Speyer gewirkt hatte, ging er 1560 als Notar nach Jena zurück. Er promovierte 1561 zum Doktor der Rechte. Von 1561 bis 1562 war er Professor der Rechte an der Universität Jena. Seine Kenntnisse verschafften ihm 1562 eine Stelle als herzoglich sächsischer Rat. Wegen der Grumbachschen Händel wurde er ein Gegner des Christian Brück, reiste 1564 nach Frankreich und England und fiel 1566 bei seinem Landesherrn in Ungnade, so dass er aller Besitztümer entzogen in die Pfalz flüchtete.
Johann Albrecht von Mecklenburg ernannte ihn 1567 zum Rat und Kanzler, in welchem Amt er zermürbende politische Konflikte mit den mecklenburgischen Ständen und Städten hatte. Gesundheitliche Leiden und eine immer mehr zunehmende Abneigung gegenüber seiner ausgeübten Funktion bewogen ihn, 1573 seinen Abschied vom mecklenburgischen Hofleben zu nehmen. Er begab sich nach Lüneburg, wo er sich als Syndikus in den Dienst der Stadt stellte und verstarb.

## Werkauswahl
- Elegia de anglis. Wittenberg 1554
- Imagines aliquot plenae pietatis et doctrinae. Rostock 1573
- Horarum succisivarum … libri duo Elegarium libri totidem. Rostock 1577
- Henrici Husani Isenacensis 'Carmina biblica'; Elegia de Angelis; Votum anno 1569